# 美雪花代
美雪 花代（みゆき はなよ、1960年2月3日 - ）は、日本の女優で、元宝塚歌劇団花組トップ娘役。実業家（競走馬生産者）。本名は岩﨑 美由紀（いわさき みゆき）。
兵庫県出身、公称身長160cm。愛称「みゆき」「きゅみ」（本名のなまりから）。趣味：ゴルフ、特技：日本舞踊、琴、ピアノなど。

## 来歴
1975年、宝塚音楽学校に入学。1977年、63期生として入団。同期にはあづみれいか、旺なつき、梓のぼる（金田賢一の妻）、元月組副組長葵美哉、葦笛るかなど。月組公演『風と共に去りぬ』で初舞台を踏む。宝塚OGで女優の寿美花代が芸名の名付け親になった。翌年、花組に配属される。
1979年7月、松あきらの相手役として入団3年目でトップ娘役に就任。新人公演・バウホール公演ともにヒロイン経験がないままの抜擢であった。お披露目公演は『舞え舞え蝸牛／ビューティフル・シティ』。翌1980年から松とダブルトップとして順みつきが加わり、トリオとして活躍。
1981年5月、『春の宝塚踊り／ファースト・ラブ』の宝塚大劇場公演を最後に宝塚歌劇団を何の前触れもなく突然退団。
退団後、「いわさきみゆき」「志摩（しま）みゆき」「青山（あおやま）みゆき」の名前で活動していたが、その後は宝塚時代の芸名に戻している。退団後間もなく資生堂のキャンペーンガールとしてCMに出演。その後、多くのテレビドラマ・舞台に出演し、1982年には『遠山の金さん』のお竜役でレギュラー出演。2007年にはTBS系のドラマ30ドラマ『暖流』に出演した。
2014年7月29日放送のTBS系列バラエティ番組『私の何がイケないの?』では、2011年に16歳年上の会社・牧場経営者の馬主と再婚したことを明かし、私生活の様子が放送された。
さらに2017年4月7日放送の『爆報! THE フライデー』（TBSテレビ）において、2015年1月にすい臓癌で亡くなった夫の遺志で夫が経営していた三城牧場を継承したことを明らかにした。その牧場は現在「ヴェルサイユファーム」と社名を変更し、牧場からはライジングリーズン（2017年フェアリーステークス）、ミスパンテール（2018年阪神牝馬ステークス）、ビーアストニッシド（2022年スプリングステークス）などの重賞勝ち馬を輩出している。

## 宝塚歌劇団時代の主な舞台

### 初舞台・花組時代
- 1977年『風と共に去りぬ』(月組公演)　＊初舞台
- 1978年『遥かなるドナウ』／『エコーズ〈絵光図〉』
- 1979年『花影記』／『紅はこべ』
- その他、1979年に当時関西テレビ放送が放送していた「宝塚テレビロマン」と題したテレビオリジナル公演の第1弾として企画された『はいからさんが通る』にも出演している。

### 花組トップ娘役時代
- 1979年『舞え舞え蝸牛』落窪姫／『ビューティフル・シティ』 ＊お披露目公演
- 1980年『刀を抜いて』(宝塚バウホール公演) - 高窓太夫
- 1980年『花小袖』／『プレンティフル・ジョイ』- クレオパトラ
- 1980年『友よこの胸に熱き涙を』- ヴィクトリア／『ザ・スピリット』
- 1981年『宝塚春の踊り－花の子供風土記－』／『ファースト・ラブ』- ダイヤモンド女 ＊退団公演

## 宝塚歌劇団退団後の主な活動

### テレビドラマ
- 斬り捨て御免! 第2シリーズ 第18話（1981年、テレビ東京）
- 竜馬がゆく（1982年、テレビ東京）- 千葉さな子
- 遠山の金さん（1982年、テレビ朝日）- お竜
- 眠狂四郎円月殺法（1983年、テレビ東京）
- 必殺仕切人（1984年、テレビ朝日）- 綾乃
- 暖流（2007年）- 西田夫人

### 舞台・ミュージカル
- 1990年『ライル』
- 2003年『桜吹雪狸御殿』
- 2010年『GANG』- メアリー
- 2010年『花園直道舞踊特別公演』
- 2010年『瞼の母ラプソディ』- 相田和歌子
- 2011年『赤毛のアン』- バーリー夫人
- 2011年『勢揃い、清水港 次郎長三國志』- おせん
- 2012年『Legendary－THE SHOW OF DREAM－』
- 2013年『Legendary III－The Show of Dream－』
- 2014年『星の街の花嫁』

### ディスコグラフィ
- （いわさきみゆき名義）アルバム『スクランブル』（ポリドール、1984年）
- （志摩みゆき名義、サルバトーレ・アダモとのデュエット）シングル『アヴェク・デ・シー/うわさのマチルダ』（徳間ジャパン、1989年）

### その他
（ヴェルサイユファーム代表として）
- 爆報! THE フライデー（2017年4月7日　TBSテレビ）
- 日本ダービー2022 HEROになるために（2022年5月21日　テレビ東京）
- 馬産地通信「活躍馬のふるさと・ビーアストニッシド」（2022年7月10日　グリーンチャンネル）